# Seznam ostrovů Baltského moře
Ostrovy Baltského moře podle rozlohy. Tabulka obsahuje také ostrovy v průlivu Kattegat.
| #  | ostrov              | rozloha (km²) | pobřeží (km) | max.nadm. výška (m) | nejvyšší vrchol    | počet obyvatel | hustota zalidnění | největší sídlo         | část státu                     | stát     | část moře                    | souostroví                | lokalizace                       |
| -- | ------------------- | ------------- | ------------ | ------------------- | ------------------ | -------------- | ----------------- | ---------------------- | ------------------------------ | -------- | ---------------------------- | ------------------------- | -------------------------------- |
| 1  | Sjælland            | 7 031,30      | —            | 126                 | Kobanke            | 2 327 923      | 331,08            | Kodaň                  | ,                              | Dánsko   | Kattegat / Dánské úžiny      | —                         | 55°32′ s. š., 11°51′ v. d.       |
| 2  | Severojutský ostrov | 4 685,73      | —            | 136                 | Knøsen             | 293 266        | 62,59             | Hjørring               | Nordjylland                    | Dánsko   | Kattegat / Limfjord          | —                         | 57°20′ s. š., 10° v. d.          |
| 3  | Fyn                 | 2 984,56      | —            | 131                 | Frøbjerg Bavnehøj  | 470 880        | 157,77            | Odense                 | Syddanmark                     | Dánsko   | Dánské úžiny                 | —                         | 55°21′1″ s. š., 10°21′21″ v. d.  |
| 4  | Gotland             | 2 967,76      | 769          | 83                  | Lojsta hed         | 58 595         | 18,40             | Visby                  | Gotland                        | Švédsko  | severozápad                  | —                         | 57°30′ s. š., 18°30′ v. d.       |
| 5  | Saaremaa            | 2 683,25      | —            | 54                  | Viidu Raunamägi    | 36 000         | 13,00             | Kuressaare             | Saaremaa                       | Estonsko | Muhuský průliv, Rižský záliv | Západoestonské souostroví | 58°25′ s. š., 22°30′ v. d.       |
| 6  | Öland               | 1 342,68      | 535          | 57                  | Rösslösa galgbacke | 25 846         | 18,46             | Färjestaden            | Kalmar                         | Švédsko  | severozápad                  | —                         | 56°44′ s. š., 16°40′ v. d.       |
| 7  | Lolland             | 1 242,86      | —            | 30                  | Birket Bavnehøj    | 58 032         | 46,69             | Nakskov                | Sjælland                       | Dánsko   | Dánské úžiny                 | Sydhavsøerne              | 54°46′10″ s. š., 11°25′28″ v. d. |
| 8  | Södertörn           | 1 206,96      | 625          | 111                 | Tornberget         | 797 334        | 660,59            | Stockholm              | Stockholm                      | Švédsko  | —                            | Stockholmské souostroví   | 59°1′1″ s. š., 17°53′11″ v. d.   |
| 9  | Hiiumaa             | 1 018,49      | —            | 68                  | Tornimägi          | 9 558          | 9,10              | Kärdla                 | Hiiumaa                        | Estonsko | Muhuský průliv               | Západoestonské souostroví | 58°55′5″ s. š., 22°35′34″ v. d.  |
| 10 | Rujána              | 926,00        | 574          | 161                 | Piekberg           | 77 000         | 79,00             | Bergen auf Rügen       | Meklenbursko-Přední Pomořansko | Německo  | jih                          | —                         | 54°24′47″ s. š., 13°21′32″ v. d. |
| 11 | Åland               | 685,00        | —            | 129                 | Orrdalsklint       | 11 186         | 16,33             | Mariehamn              | Alandy                         | Finsko   | Botnický záliv               | Alandy                    | 60°8′53″ s. š., 19°47′18″ v. d.  |
| 12 | Bornholm            | 588,15        | —            | 162                 | Rytterknægten      | 39 570         | 67,28             | Rønne                  | Hovedstaden                    | Dánsko   | západ                        | —                         | 55°7′30″ s. š., 14°55′ v. d.     |
| 13 | Kimitoön            | 524,00        | —            | 71                  | —                  | 7 500          | 14,31             | Dragsfjärd             |                                | Finsko   | severovýchod                 | Saaristomeri              | 60°9′22″ s. š., 22°42′32″ v. d.  |
| 14 | Falster             | 513,76        | —            | 44                  | Bavnehøj           | 42 221         | 82,18             | Nykøbing Falster       | Sjælland                       | Dánsko   | Dánské úžiny                 | Sydhavsøerne              | 54°48′ s. š., 11°58′ v. d.       |
| 15 | Uznojem             | 445,00        | 109          | 69                  | Golm               | 76 500         | 172,00            | Svinoústí              | ,                              | ,        | Štětínský záliv              | —                         | 53°56′ s. š., 14°5′ v. d.        |
| 16 | Als                 | 312,22        | —            | 81                  | —                  | 49 199         | 157,58            | Sønderborg             | Syddanmark                     | Dánsko   | Dánské úžiny                 | Jihofynské ostrovy        | 55° s. š., 9°53′ v. d.           |
| 17 | Langeland           | 283,84        | —            | 46                  | Skøvlebjerg        | 12 137         | 42,76             | Rudkøbing              | Syddanmark                     | Dánsko   | Dánské úžiny                 | Jihofynské ostrovy        | 54°56′0″ s. š., 10°47′0″ v. d.   |
| 18 | Wolin               | 265,00        | —            | 115                 | Grzywacz           | 30 000         | 113,00            | Wolin                  | Západopomořanské vojvodství    | Polsko   | Štětínský záliv              | —                         | 53°54′47″ s. š., 14°30′43″ v. d. |
| 19 | Møn                 | 217,75        | —            | 143                 | Aborrebjerg        | 9 226          | 42,37             | Stege                  | Sjælland                       | Dánsko   | Dánské úžiny                 | Sydhavsøerne              | 55° s. š., 12°20′ v. d.          |
| 20 | Muhu                | 204,86        | 137          | 24                  | —                  | 1 476          | 7,20              | Liiva                  | Saaremaa                       | Estonsko | Muhuský průliv               | Západoestonské souostroví | 58°36′17″ s. š., 23°13′53″ v. d. |
| 21 | Hisingen            | 197,25        | 143          | 87                  | Ramberget          | 130 000        | 628,14            | Lundby                 | Västra Götaland                | Švédsko  | Kattegat                     | —                         | 57°46′ s. š., 11°53′ v. d.       |
| 22 | Hailuoto            | 196,56        | —            | 22                  | —                  | 993            | 5,10              | Kirkonkylä             |                                | Finsko   | Botnický záliv               | —                         | 65°1′ s. š., 24°43′ v. d.        |
| 23 | Fehmarn             | 185,48        | —            | 27                  | —                  | 12 467         | 67,20             | Burg                   | Šlesvicko-Holštýnsko           | Německo  | Dánské úžiny                 | —                         | 54°26′43″ s. š., 11°10′13″ v. d. |
| 24 | Värmdön             | 178,96        | 236          | —                   | —                  | 57 497         | 317,66            | Gustavsberg            | Stockholm                      | Švédsko  | Botnický záliv               | Stockholmské souostroví   | 59°19′ s. š., 18°31′ v. d.       |
| 25 | Replot              | 142,00        | —            | —                   | —                  | 2 126          | 14,97             | Replot                 |                                | Finsko   | Botnický záliv               | Kvarken                   | 63°14′1″ s. š., 21°24′55″ v. d.  |
| 26 | Väddo a Björkö      | 128,00        | 218          | —                   | —                  | 1 711          | 13,37             | Älmsta                 | Stockholm                      | Švédsko  | Botnický záliv               | —                         | 60° s. š., 18°50′ v. d.          |
| 27 | Samsø               | 112,06        | —            | 64                  | Ballebjerg         | 3 682          | 32,86             | Tranebjerg             | Midtjylland                    | Dánsko   | Dánské úžiny                 | —                         | 55°51′36″ s. š., 10°37′12″ v. d. |
| 28 | Fårö                | 109,09        | 100          | —                   | —                  | 548            | 4,80              | Austers och Sudergårda | Gotland                        | Švédsko  | severozápad                  | —                         | 57°56′ s. š., 19°9′ v. d.        |
| 29 | Otava               | 105,00        | —            | 59                  | Villivuori         | 1 861          | 17,72             | Rymättylä              |                                | Finsko   | severovýchod                 | Saaristomeri              | 60°25′ s. š., 21°54′ v. d.       |
| 30 | Læsø                | 101,22        | —            | 24                  | Hoysande           | 1 764          | 17,43             | Byrum                  | Nordjylland                    | Dánsko   | Kattegat                     | —                         | 57°14′26″ s. š., 11°1′31″ v. d.  |

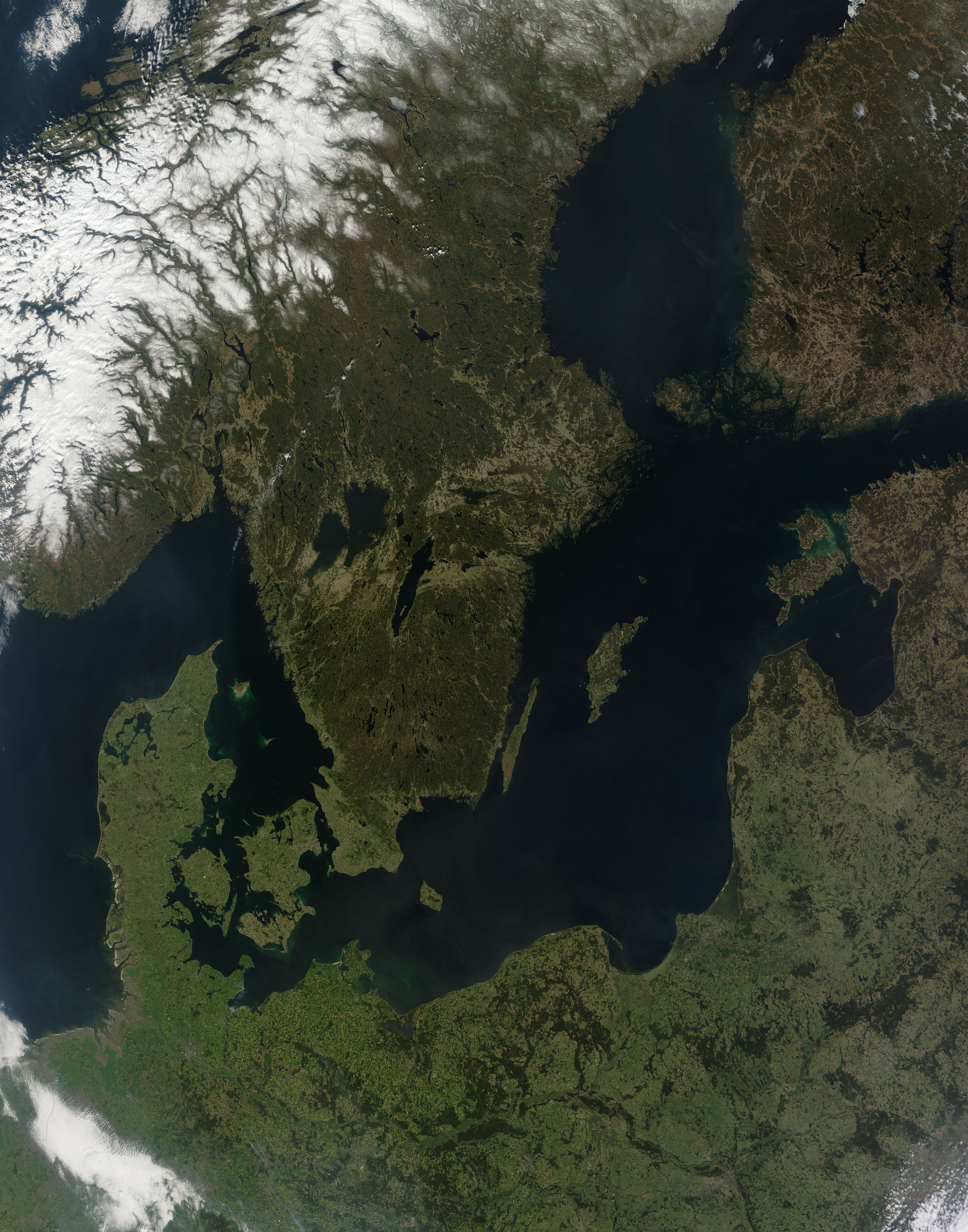
satelitní snímek Baltského moře
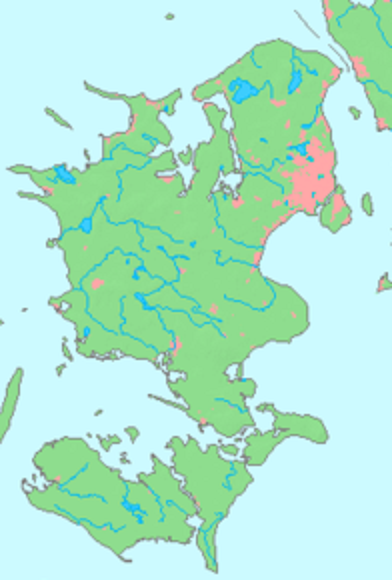
Sjælland
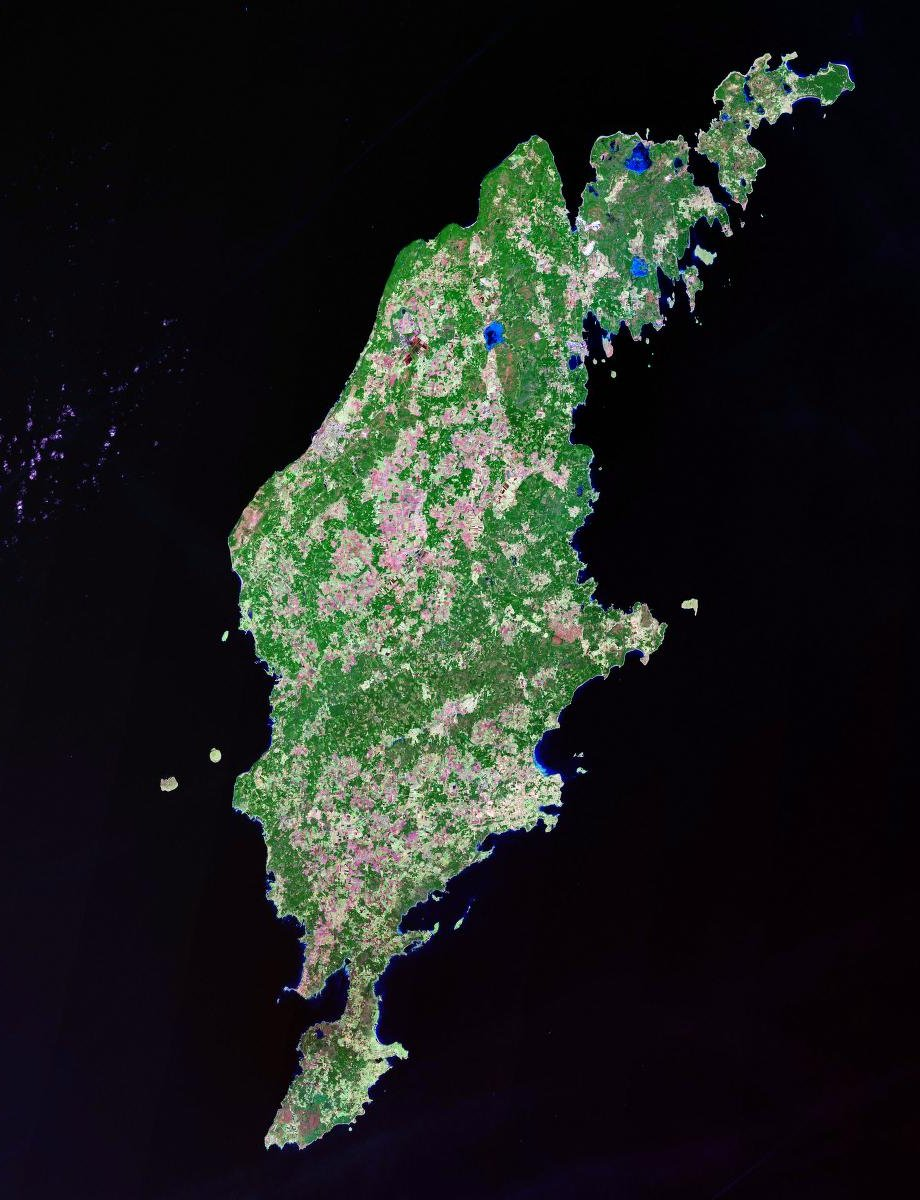
Gotland
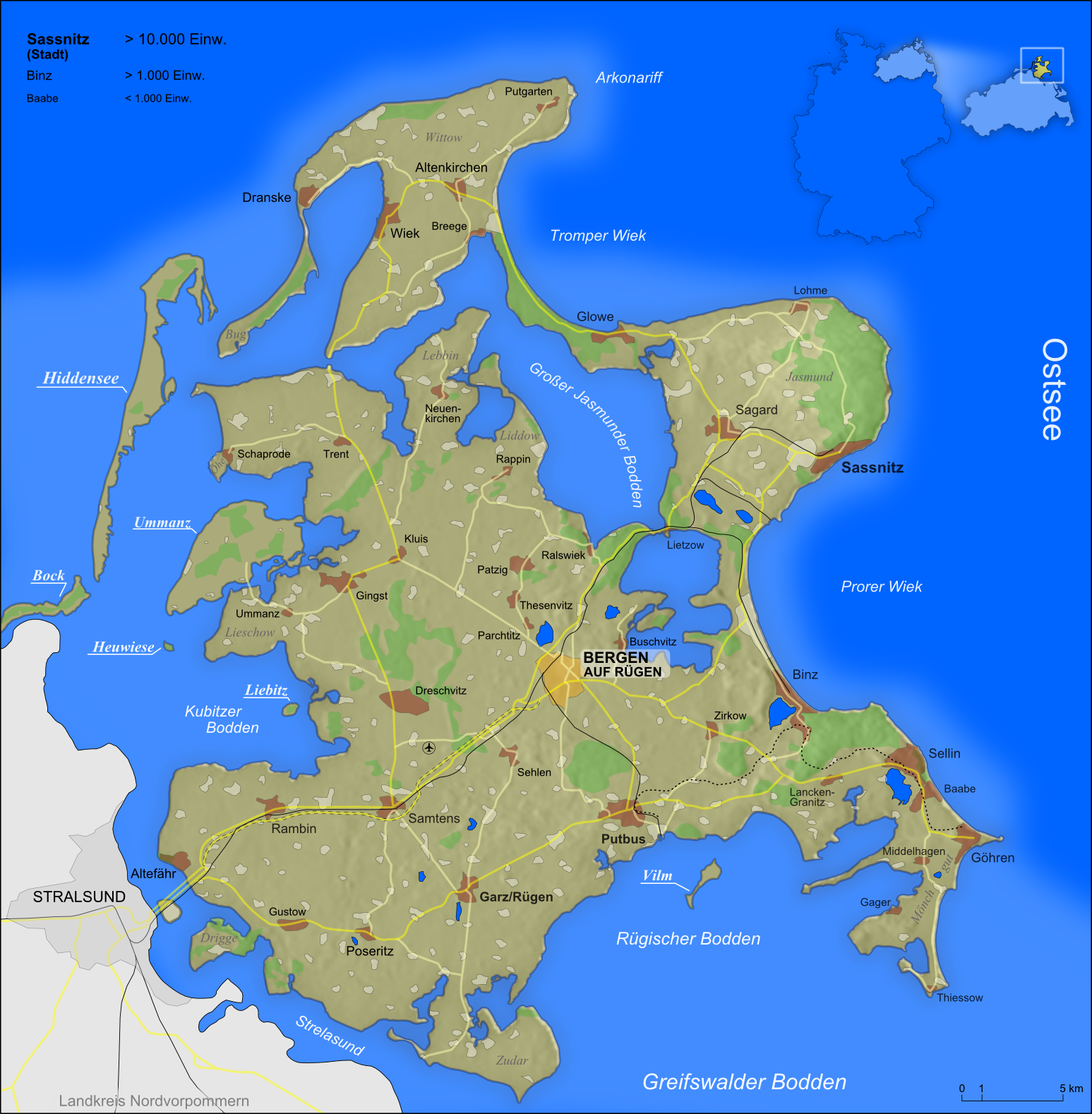
Rujána